# Dalmir Estigarribia
Dalmir Vargas Estigarribia, ou simplesmente Mica (Tupanciretã, 29 de julho de 1958 — União da Vitória, 24 de junho de 2019), foi um futebolista brasileiro que atuou como atacante.

## Carreira
Mica iniciou sua carreira futebolística na equipe infantil do Lansul. Após um jogo com os aspirantes do Internacional, ele foi contratado pelo clube de Porto Alegre. Ao longo de sua trajetória, o atleta somou passagens por clubes como Inter de Lages, Sampaio Corrêa, Criciúma, Figueirense, Hercílio Luz, Iguaçu e Próspera, entre outros.

## Morte
Mica morreu no dia 24 de junho de 2019, aos 60 anos, em União da Vitória (PR). Ele sofreu um infarto fulminante durante um treino da equipe sub-17 do Iguaçu, da qual ele era preparador de goleiros.
Está sepultado na localidade do Maratá, em Porto União, no Estado de Santa Catarina , cidade que faz divisa com aquele Município .

## Títulos
Seleção Brasileira
- Campeão Jogos Pan-Americanos: 1979[3]